# Andovce
Andovce es un municipio del distrito de Nové Zámky en la región de Nitra, Eslovaquia, con una población estimada a final del año 2024 de 1792 habitantes.
Se encuentra ubicado en el centro-sureste de la región, cerca de los ríos Nitra y Hron (cuenca hidrográfica del Danubio) y de la frontera con Hungría.

## Demografía
| Año        | 1994 | 2004    | 2014    | 2024     |
| ---------- | ---- | ------- | ------- | -------- |
| Población  | 1219 | 1296    | 1417    | 1792     |
| Diferencia |      | +6,31 % | +9,33 % | +26,46 % |

| Año        | 2023 | 2024    |
| ---------- | ---- | ------- |
| Población  | 1775 | 1792    |
| Diferencia |      | +0,95 % |